# Arcey (Doubs)
Arcey ist eine französische Gemeinde mit 1.491 Einwohnern (Stand: 1. Januar 2022) im Département Doubs in der Region Bourgogne-Franche-Comté.

## Geographie
Arcey liegt auf 375 m, etwa elf Kilometer westlich der Stadt Montbéliard (Luftlinie). Das Dorf erstreckt sich im westlichen Teil eines Plateaus, das in die gewellte Landschaft zwischen den Flusstälern von Doubs im Süden und Ognon im Nordwesten eingebettet ist, südlich der Höhe des Bois d’Arcey.
Die Fläche des 12,57 km² großen Gemeindegebiets umfasst einen Abschnitt der leicht  gewellten Landschaft nördlich des Doubstals. Der zentrale Teil des Gebietes wird vom Plateau von Arcey eingenommen, das durchschnittlich auf 370 m liegt. Es weist eine Breite von vier Kilometern und eine Länge von ungefähr fünf Kilometern auf und ist überwiegend von Acker- und Wiesland bestanden. Das ganze Areal zeigt keine oberirdischen Fließgewässer, weil das Niederschlagswasser im verkarsteten Untergrund der Kalkhochflächen versickert. Es gibt verschiedene Karstphänomene, vor allem Schächte, darunter der Gouffre du Trou aux Chiens. Begrenzt wird das Plateau im Süden von den Anhöhen von Bois du Chanet (425 m) und Bois du Combollet (bis 460 m), im Westen vom Hochplateau der Hautes-Roches und im Norden vom Höhenrücken des Bois d’Arcey, auf dem mit 490 m die höchste Erhebung von Arcey erreicht wird.
Nachbargemeinden von Arcey sind Saulnot, Villers-sur-Saulnot und Désandans  im Norden, Saint-Julien-lès-Montbéliard und Sainte-Marie im Osten, Montenois im Süden sowie Onans und Gémonval im Westen.

## Geschichte
Im Mittelalter gehörte Arcey zur Herrschaft Granges, die im 14. Jahrhundert unter die Oberhoheit der Grafen von Montbéliard kam. Beim Einmarsch der Truppen unter König Ludwig XIV. in die Franche-Comté wurde das Dorf 1674 in Brand gesteckt. Zusammen mit der Franche-Comté gelangte Arcey mit dem Frieden von Nimwegen 1678 definitiv an Frankreich. Heute ist Arcey Teil des Gemeindeverbandes Deux Vallées Vertes.

## Sehenswürdigkeiten
Die Kirche Saint-Privat wurde im Jahr 1854 neu erbaut. Davor stehen ein Kreuz aus Buntsandstein aus dem 18. Jahrhundert und vier Calvaires. Das Oratorium Notre-Dame de la Grêle besteht ebenfalls aus Buntsandstein.

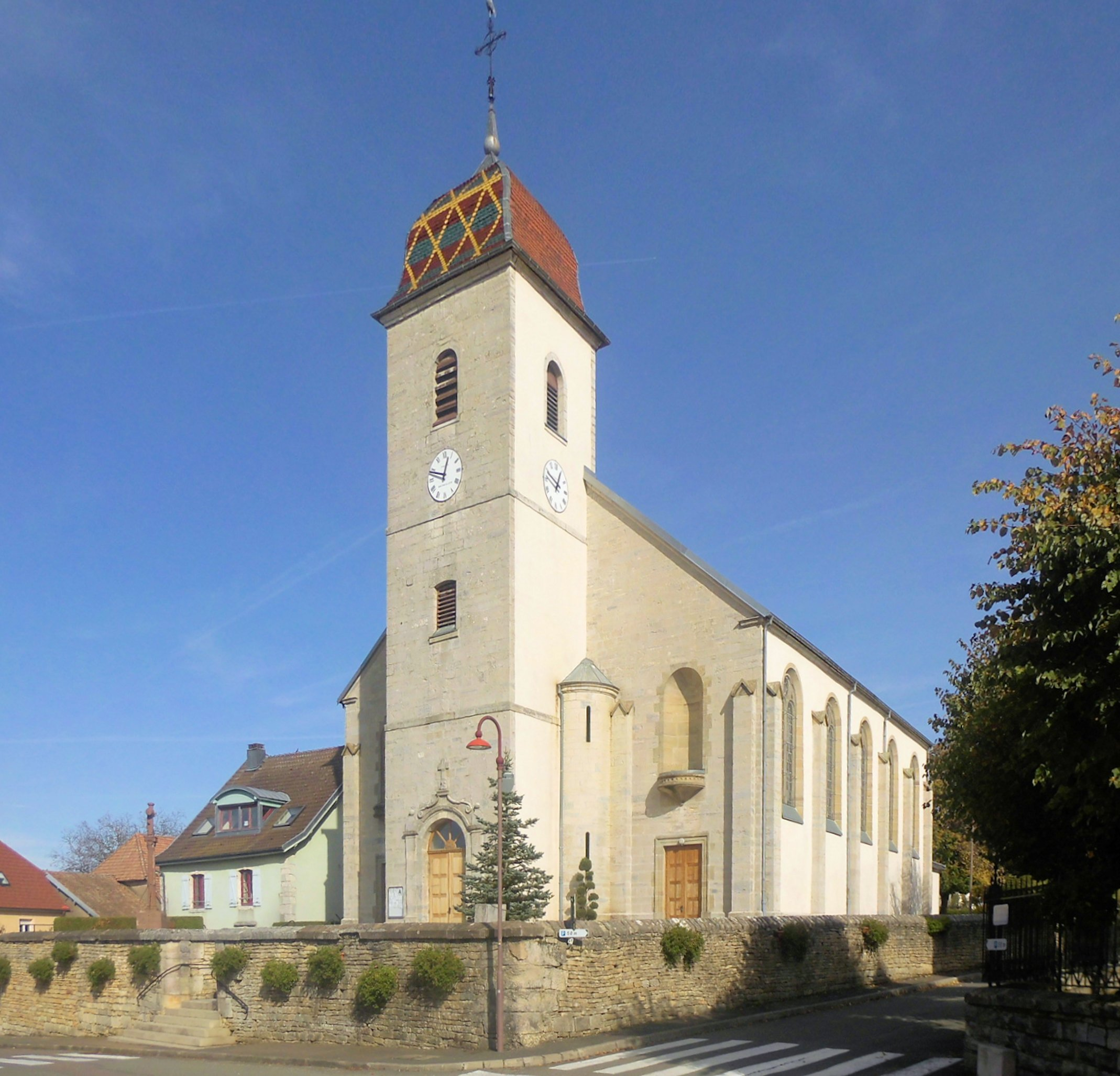
Kirche Saint-Privat
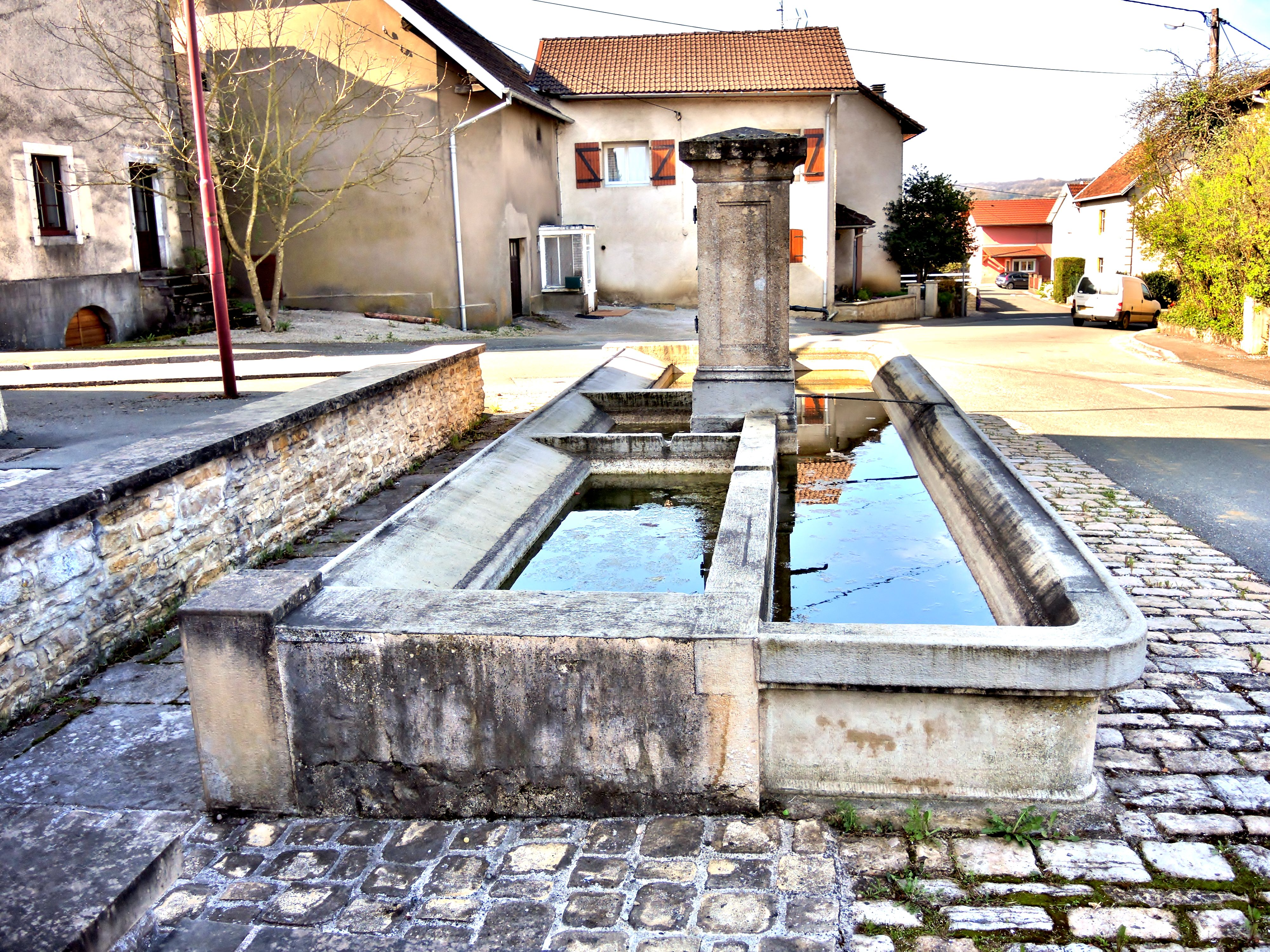
Fontaine-Lavoir, ehemaliger Waschplatz und Viehtränke
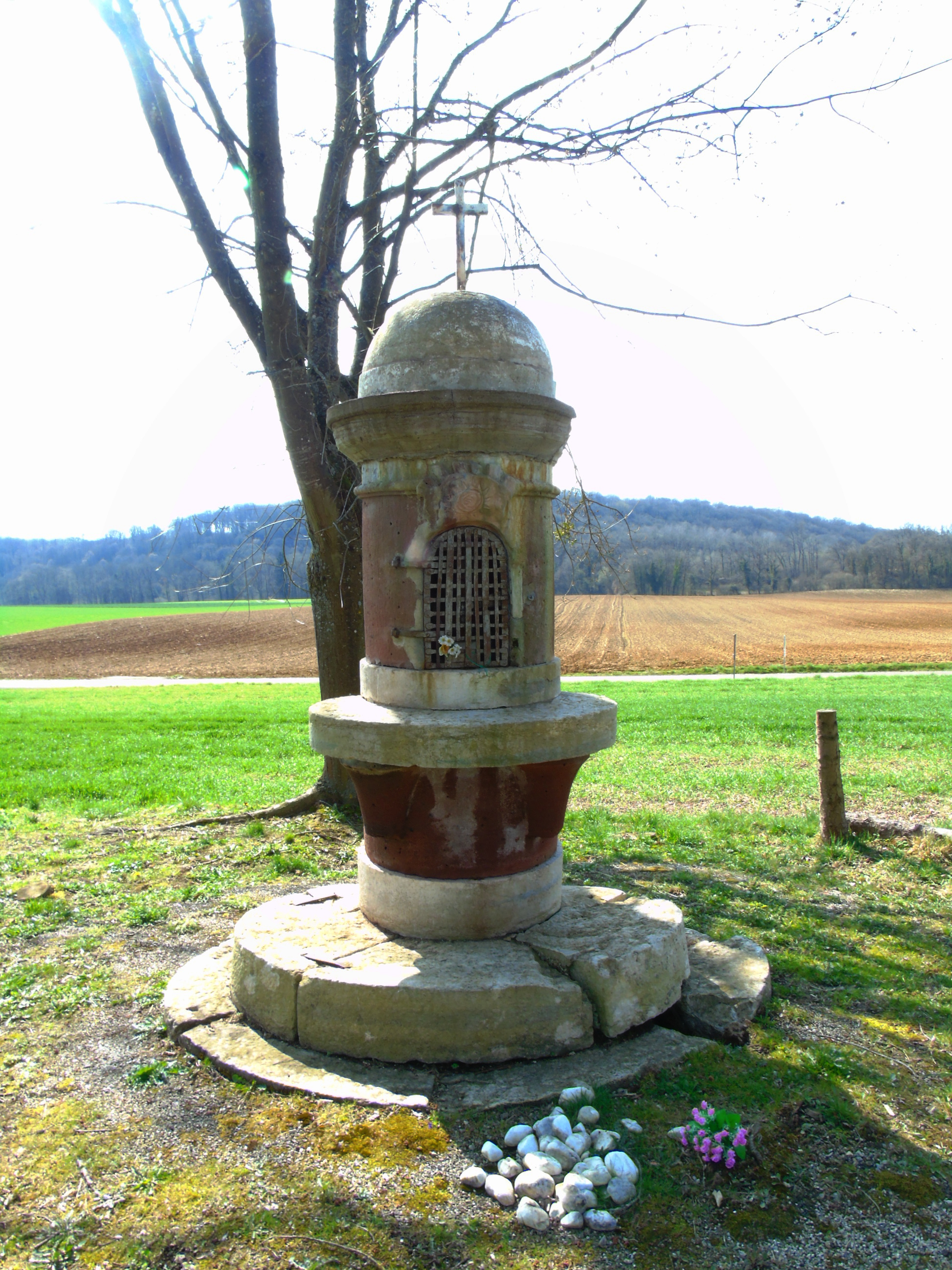
Oratorium Notre-Dame de la Grêle

## Bevölkerung
| Jahr                       | 1962 | 1968 | 1975 | 1982 | 1990 | 1999 | 2005 | 2017 |
| Einwohner                  | 489  | 652  | 917  | 1071 | 1101 | 1174 | 1336 | 1441 |
| Quellen: Cassini und INSEE |      |      |      |      |      |      |      |      |

Mit 1491 Einwohnern (Stand 1. Januar 2022) gehört Arcey zu den kleineren Gemeinden des Départements Doubs. Nachdem die Einwohnerzahl in der ersten Hälfte des 20. Jahrhunderts deutlich abgenommen hatte (1886 wurden noch 706 Personen gezählt), wurde seit Beginn der 1960er Jahre ein markantes Bevölkerungswachstum verzeichnet. Seither hat sich die Einwohnerzahl fast verdreifacht.

## Wirtschaft und Infrastruktur
Arcey war bis weit ins 20. Jahrhundert hinein ein vorwiegend durch die Landwirtschaft (Ackerbau, Obstbau und Viehzucht) und die Forstwirtschaft geprägtes Dorf. Daneben gibt es heute einige Betriebe des lokalen Kleingewerbes sowie verschiedene Geschäfte des Einzelhandels. Mittlerweile hat sich das Dorf auch zu einer Wohngemeinde gewandelt. Viele Erwerbstätige sind deshalb Wegpendler, die in der Agglomeration Montbéliard ihrer Arbeit nachgehen.
Die Ortschaft ist verkehrstechnisch gut erschlossen. Sie liegt an der Hauptstraße N83, die von Besançon nach Belfort führt. Der nächste Anschluss an die Autobahn A36 befindet sich in einer Entfernung von ungefähr 15 Kilometern. Weitere Straßenverbindungen bestehen mit Bart, Saulnot und Montenois.